# فيرجيل فوكس
فيرجيل فوكس (بالإنجليزية: Virgil Fox)‏ هو معلم موسيقى وملحن أمريكي، ولد في 3 مايو 1912 في برينستون في الولايات المتحدة، وتوفي في 25 أكتوبر 1980 في بالم بيتش في الولايات المتحدة بسبب سرطان البروستاتا.

## وصلات خارجية
- فيرجيل فوكس على موقع IMDb (الإنجليزية)
- فيرجيل فوكس على موقع ميوزك برينز (الإنجليزية)
- فيرجيل فوكس على موقع إن إن دي بي (الإنجليزية)
- فيرجيل فوكس على موقع أول ميوزيك (الإنجليزية)
- فيرجيل فوكس على موقع ديسكوغز (الإنجليزية)